# Kirsti Oidekivi
Kirsti Oidekivi (geb. Kristin Väli; verheiratet zeitweilig Kirsti Krull; * 21. Mai 1959 in Tallinn) ist eine estnische Lyrikerin.

## Leben und Werk
Kirsti Oidekivi wurde als Tochter des Kinderbuchautors Heino Väli und der Übersetzerin Silvi Väli geboren. Sie absolvierte ihre Schulbildung in Tallinn und veröffentlichte ihre ersten Gedichte noch als Schülerin in derselben Anthologie wie Doris Kareva. Danach entstand jedoch eine längere Schaffenspause, und ihr erstes Buch, das mit dem estnischen Debütpreis ausgezeichnet wurde, erschien erst 1998. Danach legte die Dichterin noch einige weitere Bücher vor, hat insgesamt jedoch ein nicht allzu umfangreiches Werk vorzuweisen. Dennoch kann sie „zum lyrischen Establishment des Landes“ gerechnet werden.
Die Kritik erkannte in Oidekivis Dichtung früh Bezüge zu anderen Dichtern wie etwa Juhan Viiding, Indrek Hirv oder Kalju Kruusa bzw. der chinesischen Lyrik. Ihre „Wortmalereien“ erinnerten verschiedene Kritiker an den Film The Pillow Book von Peter Greenaway.
Außerdem hat Oidekivi auch aus dem Südestnischen übersetzt, beispielsweise gemeinsam mit Aare Pilv eine Gedichtsammlung von Kauksi Ülle.
Von 1991 bis 2008 war sie mit dem Schriftsteller Hasso Krull verheiratet. Die Dichterin Katrin Väli ist ihre Schwester.

## Gedichtsammlungen
- Tigudele ('Für die Schnecken'). Tallinn: Huma 1998. 31 S.
- Akvaariumis ('Im Aquarium'). Tallinn: Tuum 2000. 56 S.
- Sinin ('Blau'). s. l.: Bahamapress 2001. 27 Bl. [e-Publikation]
- Pinsel ('Der Pinsel'). s. l.: Koma 2003. 52 S.

## Preise
- 1998 Betti-Alver-Debütpreis
- 2011 Juhan-Liiv-Preis[8].